# 武田博行
武田 博行（たけだ ひろゆき、1983年11月30日 - ）は兵庫県神戸市東灘区出身の元サッカー選手、サッカー指導者。現役時代のポジションはゴールキーパー。

## 来歴
兵庫県立芦屋高等学校卒業後の2002年にJ2の水戸ホーリーホックに入団。しかし、正GKには地元茨城県出身の本間幸司が既に君臨しており入団から2年間は公式戦の出場機会が訪れなかった。2004年にようやくデビューを果たすものの、本間の牙城を崩すには至らなかった。しかし、2006年は本間が故障で長欠したこともあって自己最多の35試合に出場した。2007年も12試合に出場したが、結局本間からはレギュラーを奪えなかった。この年限りで水戸を退団。
2008年よりJFLの栃木SCへ移籍。背番号1を与えられたものの、この年は出場ゼロに終わりチームのJ2昇格には尽力できなかった。背番号を水戸時代と同じ21に戻した2009年も小針清允と柴崎邦博からレギュラーを奪えず5試合の出場に留まり、さらに出場した試合では多くの失点を重ねてしまった。チームも17位に沈み不本意な1年となった。
小針がガイナーレ鳥取に移籍した2010年は柴崎と激しくレギュラーの座を争い、17試合に出場して出番を分けあった。チームも17位から10位に躍進した。2011年は開幕から柴崎を抑えてレギュラーの座を勝ち取ると安定した守りでチームの序盤戦の快進撃を支えた。しかし、中盤戦以降は徐々にチームは失速しそれと共に失点も増加。終盤戦は鈴木智幸に定位置を譲ることが多くなりチームも結局前年と同じ10位に留まった。2012年も引き続きレギュラーとしてプレーするが、前年のように昇格争いには絡めず順位も11位にとどまった。11月15日に来季の契約を更新しないことが発表され、同年限りで退団。
12月18日、栃木でも師事した柱谷幸一が新監督に就任したギラヴァンツ北九州に完全移籍。北九州は前年まで正GKだった佐藤優也が前監督の三浦泰年等と共に東京ヴェルディへ移籍し、さらにJFLのカマタマーレ讃岐にレンタル移籍していた水原大樹が引退を表明したためGKが手薄になっていた。2013年3月3日のカターレ富山とのシーズン開幕戦では同じ新加入の松本拓也にスタメンを譲ったが、第2節ファジアーノ岡山戦では先発出場し、岡山の攻撃を90分間耐え抜いてスコアレスドローに持ち込み敵地で勝ち点1を獲得。それ以降は定位置を確保した。
シーズン終了後にセレッソ大阪へ完全移籍。しかし金鎮鉉の壁は高く、J2降格後は第2GKの座も丹野研太に奪われるようになり、出場機会はほとんどなかった。
2016年12月26日、東京ヴェルディへ期限付き移籍。レギュラーとして期待されたが負傷により練習すらできず、出場なしに終わった。2018年からヴェルディへ完全移籍。この年も上福元直人・柴崎貴広に次ぐ3番手に留まり、出場機会を得られなかった。
2019年、関西サッカーリーグ1部のFCティアモ枚方へ完全移籍 し、2シーズンを戦いチームがJFLへ昇格するタイミングの2020年11月30日、サッカーには関わり続けることとともに、現役引退が発表された。
2021年12月15日、FCティアモ枚方のゴールキーパーコーチに就任すると発表された。
2022年9月26日、小川佳純監督の退任に伴い、FCティアモ枚方の監督に就任した。
2023年、FCティアモ枚方のGKコーチに再び就任。

## 所属クラブ
ユース経歴
- 神戸市立本庄中学校
- 兵庫県立芦屋高等学校

プロ経歴
- 2002年 - 2007年  水戸ホーリーホック
- 2008年 - 2012年  栃木SC
- 2013年  ギラヴァンツ北九州
- 2014年 - 2017年  セレッソ大阪
  - 2017年  東京ヴェルディ（期限付き移籍）
- 2018年  東京ヴェルディ
- 2019年 - 2020年  FCティアモ枚方

## 個人成績
| 国内大会個人成績 | 国内大会個人成績 | 国内大会個人成績 | 国内大会個人成績 | 国内大会個人成績 | 国内大会個人成績 | 国内大会個人成績 | 国内大会個人成績 | 国内大会個人成績 | 国内大会個人成績 | 国内大会個人成績 | 国内大会個人成績 |
| 年度             | クラブ           | 背番号           | リーグ           | リーグ戦         | リーグ戦         | リーグ杯         | リーグ杯         | オープン杯       | オープン杯       | 期間通算         | 期間通算         |
| 年度             | クラブ           | 背番号           | リーグ           | 出場             | 得点             | 出場             | 得点             | 出場             | 得点             | 出場             | 得点             |
| 日本             | 日本             | 日本             | 日本             | リーグ戦         | リーグ戦         | リーグ杯         | リーグ杯         | 天皇杯           | 天皇杯           | 期間通算         | 期間通算         |
| ---------------- | ---------------- | ---------------- | ---------------- | ---------------- | ---------------- | ---------------- | ---------------- | ---------------- | ---------------- | ---------------- | ---------------- |
| 2002             | 水戸             | 31               | J2               | 0                | 0                | -                | -                | 0                | 0                | 0                | 0                |
| 2003             | 水戸             | 31               | J2               | 0                | 0                | -                | -                | 0                | 0                | 0                | 0                |
| 2004             | 水戸             | 32               | J2               | 14               | 0                | -                | -                | 1                | 0                | 15               | 0                |
| 2005             | 水戸             | 21               | J2               | 3                | 0                | -                | -                | 0                | 0                | 3                | 0                |
| 2006             | 水戸             | 21               | J2               | 35               | 0                | -                | -                | 0                | 0                | 35               | 0                |
| 2007             | 水戸             | 21               | J2               | 12               | 0                | -                | -                | 0                | 0                | 12               | 0                |
| 2008             | 栃木             | 1                | JFL              | 0                | 0                | -                | -                | 0                | 0                | 0                | 0                |
| 2009             | 栃木             | 21               | J2               | 5                | 0                | -                | -                | 0                | 0                | 5                | 0                |
| 2010             | 栃木             | 21               | J2               | 17               | 0                | -                | -                | 1                | 0                | 18               | 0                |
| 2011             | 栃木             | 21               | J2               | 25               | 0                | -                | -                | 1                | 0                | 26               | 0                |
| 2012             | 栃木             | 21               | J2               | 34               | 0                | -                | -                | 0                | 0                | 34               | 0                |
| 2013             | 北九州           | 1                | J2               | 40               | 0                | -                | -                | 1                | 0                | 41               | 0                |
| 2014             | C大阪            | 1                | J1               | 4                | 0                | 2                | 0                | 0                | 0                | 6                | 0                |
| 2015             | C大阪            | 1                | J2               | 0                | 0                | -                | -                | 1                | 0                | 1                | 0                |
| 2016             | C大阪            | 1                | J2               | 0                | 0                | -                | -                | 0                | 0                | 0                | 0                |
| 2017             | 東京V            | 31               | J2               | 0                | 0                | -                | -                | 0                | 0                | 0                | 0                |
| 2018             | 東京V            | 31               | J2               | 0                | 0                | -                | -                | 0                | 0                | 0                | 0                |
| 2019             | 枚方             | 35               | 関西1部          | 13               | 0                | -                | -                | -                | -                | 13               | 0                |
| 2020             | 枚方             | 36               | 関西1部          | 0                | 0                | -                | -                | 2                | 0                | 2                | 0                |
| 通算             | 日本             | 日本             | J1               | 4                | 0                | 2                | 0                | 0                | 0                | 6                | 0                |
| 通算             | 日本             | 日本             | J2               | 185              | 0                | -                | -                | 5                | 0                | 190              | 0                |
| 通算             | 日本             | 日本             | JFL              | 0                | 0                | -                | -                | 0                | 0                | 0                | 0                |
| 通算             | 日本             | 日本             | 関西1部          | 13               | 0                | -                | -                | 2                | 0                | 15               | 0                |
| 総通算           | 総通算           | 総通算           | 総通算           | 202              | 0                | 2                | 0                | 7                | 0                | 211              | 0                |

| 2016   | C大23  | 1      | J3     | 12 | 0 | 12 | 0 |
| 通算   | 日本   | 日本   | J3     | 12 | 0 | 12 | 0 |
| 総通算 | 総通算 | 総通算 | 総通算 | 12 | 0 | 12 | 0 |

| 国際大会個人成績 | 国際大会個人成績 | 国際大会個人成績 | 国際大会個人成績 | 国際大会個人成績 |
| 年度             | クラブ           | 背番号           | 出場             | 得点             |
| AFC              | AFC              | AFC              | ACL              | ACL              |
| ---------------- | ---------------- | ---------------- | ---------------- | ---------------- |
| 2014             | C大阪            | 1                | 0                | 0                |
| 通算             | AFC              | AFC              | 0                | 0                |

- Jリーグ初出場：2004年8月25日 J2第30節 対ヴァンフォーレ甲府戦（小瀬）

## 指導歴
- 2022年 - 同年9月：FCティアモ枚方GKコーチ
- 2022年9月 - 12月：FCティアモ枚方監督
- 2023年 - ：FCティアモ枚方GKコーチ